# Ferdinand Picht
Carl Ferdinand Picht (* 16. Oktober 1807 in Gingst; † 1. Oktober 1850 in Stralsund) war ein deutscher Arzt und Leiter der ersten Stralsunder Irrenanstalt.
Picht wurde 1807 in Gingst auf Rügen als zweiter Sohn des dortigen Pastors Adolph Wilhelm Picht und seiner Frau Katharine Maria Charlotte, geb. Schwing (Tochter eines Rittergutbesitzers aus Berglase) geboren. Er erhielt zunächst Hausunterricht und besuchte dann das Gymnasium  Stralsund im ehemaligen Dominikanerkloster St. Katharinen in Stralsund. Danach studierte er in Greifswald Medizin. 1827 wechselte er auf die Universität in Berlin, wo er 1829 mit einer physiologischen Dissertation promovierte, die er seinem Vater widmete.
Im Juli 1831 wurde Picht praktischer Arzt sowie Operateur und Geburtshelfer in Stralsund, wo er auch zum Medizinalrat ernannt wurde. Er trat der „Medicinischen Privatgesellschaft“ von 1773 bei. Zusammen mit drei anderen Ärzten war Picht zudem als von der Stadt beauftragter Armenarzt tätig, legte dieses Amt aber 1837 nieder, zumal er nicht dafür zusätzlich besoldet wurde.
Picht regte an, in Stralsund ein Irrenhaus zu errichten. Diesem Vorschlag folgte 1837 der Kommunallandtag von Neuvorpommern und Rügen. Am 11. Oktober 1842 wurde die ständische „Provinzial-, Irrenpflege- und Siechenanstalt für Neuvorpommern und Rügen“ nahe dem Tribseer Tor im heute als Ärztehaus genutzten Gebäude eröffnet; Picht war erster leitender Arzt. Im selben Jahr kaufte er für 8000 Reichstaler ein Haus in der Külpstraße.
Picht starb 1850 an der Cholera.

## Familie
Picht war seit dem 15. Oktober 1834 mit seiner Cousine ersten Grades Flora Friederike Schwing verheiratet, mit der er zwei Töchter und einen Sohn hatte.

## Schriften
- Rügens metallische Denkmäler der Vorzeit, vorzugsweise chemisch bearbeitet, und als Beitrag zur vaterländischen Alterthumskunde. Voss, Leipzig 1827. (zusammen mit Friedrich Ludwig Hünefeld) urn:nbn:de:bvb:12-bsb10013253-2
- Über den Zusammenhang von Geschmacks- und Geruchssinn, dargestellt insbesondere auf Grund pathologischer Argumente und von Experimenten. Dissertation, Berlin 1829.